# Neoathyreus latecavatus
Neoathyreus latecavatus är en skalbaggsart som beskrevs av Antoine Boucomont 1932. Neoathyreus latecavatus ingår i släktet Neoathyreus och familjen Bolboceratidae. Inga underarter finns listade i Catalogue of Life.